# Хуторы
Хуторы — деревня в Угличском районе Ярославской области России. Входит в	Слободской сельский округ. В рамках организации местного самоуправления входит в состав Слободского сельского поселения Угличского муниципального района. Находится в пригородной зоне города Углича.

## География
Находится в юго-западной части области, в зоне хвойно-широколиственных лесов, у восточной окраины (посёлок ДСУ) города Углич, административного центра района. К Хуторам по автодороге 78Н-0884 примыкает деревня Слобода, рядом находится деревня Высоково.

### Климат
Климат характеризуется как умеренно континентальный, со сравнительно холодной зимой и относительно тёплым летом. Среднегодовая температура воздуха — 3,2 °C. Средняя температура воздуха самого холодного месяца (января) — −10,8 °C (абсолютный минимум — −46 °C); самого тёплого месяца (июля) — 17,6 °C (абсолютный максимум — 35 °C). Вегетационный период длится около 165—170 дней. Годовое количество атмосферных осадков составляет 600—700 мм, из которых большая часть выпадает в тёплый период. Снежный покров держится в среднем 150 дней.

## История
В 1859 году здесь (деревня Угличского уезда Ярославской губернии) было учтено 6 дворов, в 1898 — 9.

## Население
| 2007 | 2010 |
| ---- | ---- |
| 71   | ↘65  |

### Историческая численность населения
Численность населения: 84 человека (1859 год), 70 (русские 96 %) в 2002 году, 65 в 2010.

## Инфраструктура
Личное подсобное хозяйство с зоной сельскохозяйственного использования, индивидуальная застройка усадебного типа.
Основа экономики — сельское хозяйство.

## Транспорт
Остановка общественного транспорта «Хуторы». Автобусное сообщение с городом.